# Репин, Иван Петрович
Иван Петрович Репин (20 февраля 1920 — 5 апреля 2007) — советский военный, государственный и политический деятель, генерал-полковник (10.2.1981).

## Биография
Родился в 1920 году в селе Прибытки. Член КПСС.
С 1935 года — на хозяйственной, общественной и политической работе. В 1935—1990 гг. — работник, инспектор в Бондарском райфинотделе, в Тамбовском областном финансовом отделе, в РККА, участник Великой Отечественной войны, комсорг, парторг полка, помощником начальник политического отдела дивизии по комсомольской работе, выпускник Военно-политического училища, Военно-политической академии им. В. И. Ленина, на военной службе в партийно-политических органах ряда военных округов, в центральном аппарате Главного управления Сухопутных войск, Член Военного совета Ленинградского военного округа, Член Военного совета Московского военного округа.
Избирался депутатом Верховного Совета РСФСР 10-го и 11-го созывов.
5 мая 1975 года награждён чехословацким орденом Белого льва III степени.
Умер 5 апреля 2007 года. Похоронен в Москве на Троекуровском кладбище.